# Flegmatyzator
Flegmatyzator – substancja flegmatyzująca, tj. zmniejszająca wrażliwość materiału wybuchowego na bodźce mechaniczne takie jak tarcie czy uderzenie. Przykładami flegmatyzatorów mogą być: ziemia okrzemkowa stosowana do absorbowania nitrogliceryny, wszelkiego rodzaju woski, kwasy tłuszczowe, polimery. Flegmatyzatory używa się głównie do obniżania wrażliwości silnych kruszących materiałów wybuchowych, takich jak pentryt, heksogen czy oktogen. Arkusze specjalnej bibuły nasyconej cerezyną lub parafiną są zewnętrznymi flegmatyzatorami ładunków miotających.